# Mérieux
Die Familie Mérieux ist eine Unternehmerfamilie aus Lyon in Frankreich. Die Familienmitglieder sind Gründer von Unternehmen wie Sanofi Pasteur, bioMérieux (In-vitro-Diagnostik) und Merial (Produkte für Veterinäre), aber auch der Fondation Marcel-Mérieux, des BSL-4-Laboratoriums Laboratoire Jean Mérieux und der humanitären Organisation Bioforce. Sie sind zudem Mehrheitseigner der Laborgruppe Mérieux NutriSciences. In Deutschland vertrieb die Institut Mérieux GmbH in Norderstedt in den 1950er Jahren den Multitest Mérieux, ein (intrakutaner) Hauttest mit sieben Antigenen.

## Genealogie
- Marcel Mérieux (1870–1937), im Jahr 1891 Student an der École Supérieure de Chimie Industrielle de Lyon (kurz ESCIL), früherer Assistent von Louis Pasteur, Gründer des Institut biologique Mérieux in Lyon (Institut Mérieux) im Jahr 1897 (jetzt Teil von Sanofi Pasteur).
  - Jean Mérieux, Arzt. Starb im Alter von 26 Jahren an durch Tuberkulose verursachter Meningitis, die er sich im Familienlabor zugezogen hatte.
  - Charles Mérieux (1907–2001), Arzt und Unternehmer. Gründer der Fondation Marcel-Mérieux, der humanitären Organisation Bioforce und des BSL-4-Laboratoriums „Laboratoire Jean Mérieux“.
    - Jean Mérieux (1930–1994), starb bei einem Autounfall im Jahr 1994.[2]
    - Alain Mérieux (1938–), Doktor der Pharmazie und Unternehmer. Gründer von bioMérieux.
      - Christophe Mérieux (1967–2006), Arzt. Kidnapping-Opfer im Alter von 9 Jahren (gegen ein Lösegeld von 20 Millionen Francs freigekommen)[3], starb durch Herzversagen im Alter von 39 Jahren am 14. Juli 2006.[4]
      - Rodolphe Mérieux (1969–1996), Opfer eines Flugzeugabsturzes des Trans-World-Airlines-Fluges 800.
      - Alexandre Mérieux (1974–), Leiter der bioMérieux Group.